# ベンジルアセトン
ベンジルアセトン（英語: benzylacetone、IUPAC名：4-フェニルブタン-2-オン）は、花のような甘い香りのする液体である。コヨーテタバコなどの花に最も多く含まれる誘因成分で、ココアの揮発成分の1つと考えられている。

## 合成
ベンジリデンアセトンの水素化によって合成できる。 

## 利用
メロンバエ (Bactrocera cucurbitae) の誘引剤、香水、石鹸の匂い付けに使用できる。